# Вулиця Отаманів Соколовських (Сміла)
Вулиця Отаманів Соколовських — вулиця у місті Сміла Черкаської області. Розпочинається недалеко від початку вул. Севастопольської, закінчується городами між вул. Ворошилова та вул. Сенатора. Названа на честь повстанських отаманів часів Української революції: Олекси, Дмитра, Василя та Олександри (Марусі) Соколовських.